# Copa del Món de ciclisme de 2001
La Copa del Món de ciclisme de 2001 fou la 13a edició de la Copa del Món de ciclisme. Va estar formada per 10 curses disputades entre març i octubre de 2001 i fou guanyada pel neerlandès Erik Dekker.

## Calendari
| Data         | Cursa                     | País          | Vencedor                 | Equip del vencedor           |
| ------------ | ------------------------- | ------------- | ------------------------ | ---------------------------- |
| 24 de març   | Milà-Sanremo              | Itàlia        | Erik Zabel (GER)         | Team Deutsche Telekom        |
| 8 d'abril    | Tour de Flandes           | Bèlgica       | Gianluca Bortolami (ITA) | Tacconi Sport                |
| 15 d'abril   | París-Roubaix             | França        | Servais Knaven (NED)     | Domo-Farm Frites             |
| 22 d'abril   | Lieja-Bastogne-Lieja      | Bèlgica       | Oscar Camenzind (SUI)    | Lampre-Daikin                |
| 28 d'abril   | Amstel Gold Race          | Països Baixos | Erik Dekker (NED)        | Rabobank                     |
| 11 d'agost   | Clàssica de Sant Sebastià | Espanya       | Laurent Jalabert (FRA)   | Team CSC                     |
| 19 d'agost   | HEW Cyclassics            | Alemanya      | Erik Zabel (GER)         | Team Deutsche Telekom        |
| 26 d'agost   | Campionat de Zuric        | Suïssa        | Paolo Bettini (ITA)      | Mapei-Quick Step             |
| 7 d'octubre  | París-Tours               | França        | Richard Virenque (FRA)   | Domo-Farm Frites             |
| 20 d'octubre | Giro de Llombardia        | Itàlia        | Danilo Di Luca (ITA)     | Cantina Tollo-Acqua & Sapone |

## Classificacions finals

### Classificació individual
| Pos. | Ciclista                   | Equip                 | Punts |
| ---- | -------------------------- | --------------------- | ----- |
| 1    | Erik Dekker (NED)          | Rabobank ProTeam      | 331   |
| 2    | Erik Zabel (GER)           | Team Deutsche Telekom | 250   |
| 3    | Romāns Vainšteins (LAT)    | Domo-Farm Frites      | 229   |
| 4    | Paolo Bettini (ITA)        | Mapei-Quick Step      | 201   |
| 5    | Davide Rebellin (ITA)      | Liquigas-Pata         | 170   |
| 6    | Francesco Casagrande (ITA) | Fassa Bortolo         | 156   |
| 7    | Richard Virenque (FRA)     | Domo-Farm Frites      | 150   |
| 8    | Oscar Camenzind (SUI)      | Lampre-Daikin         | 141   |
| 9    | Gianluca Bortolami (ITA)   | Tacconi Sport         | 130   |
| 10   | Johan Museeuw (BEL)        | Domo-Farm Frites      | 116   |

### Classificació per equips
| Pos. | Equip            | Punts |
| ---- | ---------------- | ----- |
| 1    | Rabobank ProTeam | 73    |
| 2    | Domo-Farm Frites | 64    |
| 3    | Mapei-Quick Step | 54    |
| 4    | Fassa Bortolo    | 54    |
| 5    | Lampre-Daikin    | 41    |